# Masteria pecki
Masteria pecki is een spinnensoort in de taxonomische indeling van de Dipluridae.
Het dier behoort tot het geslacht Masteria. De wetenschappelijke naam van de soort werd voor het eerst geldig gepubliceerd in 1982 door Willis J. Gertsch.